# Scripcarul de pe acoperiș (film)
Scripcarul de pe acoperiș (în engleză Fiddler on the Roof) este un film musical-comedie-dramă din anul 1971, producție a studiourilor MGM, al cărui producător și regizor este Norman Jewison. Filmul este inspirat din musicalul lui Jerry Bock Scripcarul pe acoperiș, jucat prima dată pe Broadway în 1964, musical inspirat la rândul său după romanul lui Șalom Aleihem, Tevi lăptarul.
Filmul a fost difuzat și în România, la postul de televiziune Acasă TV, cu titlul Scripcarul de pe acoperiș, în anul 2016.

## Rezumat
Filmul îl are în centru pe Tevye, un sărac lăptar evreu care trăiește în Anatevka, care se confruntă cu provocarea de a-și căsători cele cinci fiice în mijlocul tensiunii tot mai mari din satul său.

## Distribuție
- Chaim Topol – Τevye
- Norma Crane – Golde, soția lui
- Rosalind Harris – Tzeitel, fiica cea mai mare
- Michele Marsh – Hodel, a doua fiică
- Neva Small – Chava, a treia fiică
- Molly Picon – Yente, shadchan
- Paul Mann – Lazar Wolf, măcelarul, pretendentul mai în vârstă al lui Tzeitel
- Leonard Frey – Motel Kamzoil, croitorul, eventualul soț al lui Tzeitel
- Paul Michael Glaser (ca - Michael Glaser) – Perchik, revoluționarul bolșevic, eventualul soț al lui Hodel
- Raymond Lovelock – Fyedka, un creștin, eventualul soț al lui Chava
- Elaine Edwards – Shprintze, a patra fiică
- Candy Bonstein – Bielke, a cincea fiică
- Shimen Rushkin – Mordcha
- Zvee Scooler – rabin
- Louis Zorich – Constable
- Alfie Scopp – Avram
- Howard Goorney – Nachum
- Barry Dennen – Mendel
- Ruth Madoc – Fruma-Sarah, regretata soție a măcelarului
- Patience Collier – Grandmother Tzeitel
- Tutte Lemkow – Lăutar
- Marika Rivera – Rifka
- Aharon Ipalé – Sheftel
- Roger Lloyd-Pack – Sexton
- Vernon Dobtcheff – oficial rus
- Kenneth Waller – Omul din secvența „Visul lui Tevye” (nemenționat)[14]
- Norman Jewison: (nemenționat) – vocea rabinului (dublat după filmare) în secvența „Visul lui Tevye” (cântând „Mazel Tov")